# Епіменід
Епімені́д Кно́сський або Епіменід Кри́тський (/ɛpɪˈmɛnɪdiːz/; грец. Ἐπιμενίδης) був напівміфічним грецьким провидцем і філософом-поетом, жив VII або VI столітті до н. е.

## Життєпис
За легендою, під час випасу овець свого батька Епіменід заснув у критській печері, де проспав 57 років. Прокинувся він нібито з даром пророцтва. Перекази стверджують, що Епіменід очистив Афіни після осквернення, принесеного Алкмеонідами, і що його досвід провидця в жертвоприношеннях і реформуванні похоронних звичаїв дуже допоміг Солону в його реформі афінської держави. Єдиною нагородою, яку він прийняв, була гілочка священної оливи та обіцянка вічної дружби між Афінами та Кноссом.
Він помер на Криті в похилому віці; за словами його співвітчизників, які потім шанували його як бога, він прожив майже 300 років. Згідно з іншою розповіддю, він потрапив у полон у війні між спартанцями та кноссцями і був убитий своїми викрадачами, тому що відмовився пророкувати для них хороше. Павсаній повідомляє, що коли Епіменід помер, його шкіра виявилася вкрита витатуйованим письмом. Це вважалося дивним, оскільки греки вважали, що татуювання личать рабам. Деякі сучасні вчені розглядають це як доказ того, що Епіменід був спадкоємцем шаманських релігій Центральної Азії, оскільки татуювання часто асоціюється з шаманською ініціацією. Шкіра Епіменіда зберігалася при дворах ефорів у Спарті, імовірно, як амулет на удачу.

## Творчість
Епіменіду було приписано кілька прозових і поетичних творів, нині втрачених, у тому числі теогонія, епічна поема про експедицію аргонавтів, прозові твори про очищення та жертвоприношення, космогонія, оракули та твір про закони Криту.
Йому іноді приписують і авторство парадоксу «Всі критяни брехуни». Оскільки Епіменід сам був критянином, то цей вислів набуває проблемної суперечності: Епіменід постає брехуном, який водночас каже правду.